# Eretsha
Eretsha è un villaggio del Botswana situato nel distretto Nordoccidentale, sottodistretto di Ngamiland West. Il villaggio, secondo il censimento del 2011, conta 720 abitanti.

## Località
Nel territorio del villaggio sono presenti le seguenti 9 località:
- Chukumuchu Vet Camp di 16 abitanti,
- Divitama di 20 abitanti,
- Katlapa di 1 abitante,
- Moiyagogo di 31 abitanti,
- Shadinota di 84 abitanti,
- Tjiperengo di 6 abitanti,
- Tsokong di 34 abitanti,
- Tuponguta,
- Xwima